# El Centinela, Mexiko
El Centinela är en ort i Mexiko.   Den ligger i kommunen Tamuín och delstaten San Luis Potosí, i den centrala delen av landet, 300 km norr om huvudstaden Mexico City. El Centinela ligger 71 meter över havet och antalet invånare är 817.
Terrängen runt El Centinela är huvudsakligen platt. El Centinela ligger uppe på en höjd. Runt El Centinela är det ganska glesbefolkat, med 25 invånare per kvadratkilometer. Närmaste större samhälle är Tamuin, 14,9 km sydväst om El Centinela. Omgivningarna runt El Centinela är en mosaik av jordbruksmark och naturlig växtlighet.